# Rodieiros
Rodieiros (llamada oficialmente San Simón de Rodieiros) es una parroquia española del municipio de Boimorto, en la provincia de La Coruña, Galicia. 

## Entidades de población
Entidades de población que forman parte de la parroquia:
- Aldrá
- Furiño (O Furiño)
- Pena Monteira
- Quiñoy (Quiñoi de Abaixo)
- Rozadas (As Rozadas)
- Vila (A Vila)
- Vilar de Suso
- Zaín
- Casas do Monte (As Casas do Monte)
- Quiñoi de Arriba

## Demografía
| Gráfica de evolución demográfica de Rodieiros entre 2000 y 2018 |
|                                                                 |
| Datos según el nomenclátor publicado por el INE.                |